# Explorer 33
Explorer 33 (também conhecido como AIMP-D ou IMP-D) foi um satélite estadunidense de pesquisas da magnetosfera da terra. Foi lançado a 1º de julho de 1966 de Cabo Canaveral, no estado da Flórida, nos Estados Unidos, através de um foguete Thor Delta E1. Apesar de não atingir a órbita lunar prevista, a missão reuniu muitos de seus objetivos originais em explorar os ventos solares, os plasmas interplanetários, solares e raios-X.
O Explorer 33 forneceu dados científicos até 15 de setembro de 1971  e em 21 de setembro de 1971 encerrou suas operações científicas.

## Instrumentos
- GSFC Magnetometer
- Low-Energy Integral Spectrum Measurement Experiment
- Ames Magnetic Fields
- Ion Chamber and GM Counters
- Electron and Proton Detectors
- Plasma Probe
- Solar Cell Damage